# (4608) Wodehouse
(4608) Wodehouse es un asteroide perteneciente al cinturón de asteroides, descubierto el 19 de enero de 1988 por Henri Debehogne desde el Observatorio de La Silla, Chile.

## Designación y nombre
Designado provisionalmente como 1988 BW3. Fue nombrado Wodehouseen honor al escritor Inglés Pelham Grenville Wodehouse conocido por sus historias en clave de humor sobre la clase alta de Bertie Wooster y su infalible valet Jeeves.

## Características orbitales
Wodehouse está situado a una distancia media del Sol de 2,361 ua, pudiendo alejarse hasta 2,878 ua y acercarse hasta 1,845 ua. Su excentricidad es 0,218 y la inclinación orbital 7,447 grados. Emplea 1325 días en completar una órbita alrededor del Sol.

## Características físicas
La magnitud absoluta de Wodehouse es 12,8. Tiene 7,629 km de diámetro y su albedo se estima en 0,21.